# Цвітоха (станція)
Цвітоха — проміжна залізнична станція 5 класу Козятинської дирекції Південно-Західної залізниці, розташована неподалік села Цвітоха Славутського району Хмельницької області на лінії Шепетівка — Здолбунів, між зупинним пунктом Село Кам'янка (на сході) і залізничною станцією Славута I (на заході).
Києво-Брестську залізницю прокладено в 1872 році. Регулярна експлуатація лінії почалася у серпні 1873 року. Тоді ж на лінії виник полустанок Цвітоха (під такою назвою станція вперше показана на карті 1875 року), що згодом перетворився на повноцінну станцію. Електрифіковано станцію під час електрифікація лінії Фастів — Здолбунів 1964 року.